# Körper (Biologie)
Der Körper (mittelhochdeutsch körper, korper; von lateinisch corpus ‚Leib‘) ist im biologischen Sinn die materiell in Erscheinung tretende Gestalt eines Lebewesens, mit der es von seiner Umgebung abgesetzt ist, unabhängig davon, ob es lebt oder nicht. Dieses stoffliche Gebilde kann morphologisch nach Form und Aussehen beschrieben, nach Bestandteilen und Verknüpfungen als Struktur untersucht und als Resultat von Prozessen verstanden auf mögliche Funktionen hin verglichen werden.

## Der belebte Körper
Wird ein belebter Körper betrachtet oder ist er denn als Leib lebendig, so lässt sich das Verhalten etwa eines tierischen oder menschlichen Körpers auch zu nicht materiellen Phänomen eines Individuums wie Gefühlen und Gedanken oder der Möglichkeit von Bewusstsein in Beziehung bringen. Beispielsweise können materielle oder physische Zustände (von Körper oder Leib) den psychischen oder mentalen Zuständen (von Seele oder Geist) gegenübergestellt und im Versuch einer Gleichsetzung als „Körper-Geist-Problem“ aufgefasst werden; deren möglicher Zusammenhang wird mit anderer Perspektive und gewissen Einschränkungen als psychosomatisch gesehen.
Bei einzelligen Organismen oder den einzelnen Zellen im Gewebe eines vielzelligen Organismus wird deren Gestalt häufig als „Zellleib“ (hinsichtlich Zytokinese) oder „Zellkörper“ (gelegentlich ohne Zellfortsätze) angesprochen, beziehungsweise als Soma oder auch bei Nervenzellen als Perikaryon (abzüglich des Zellkerns) bezeichnet.
Mit dem Aufbau von Körpern beschäftigt sich die Anatomie, mit den Körperfunktionen und den dabei innerhalb eines Körpers ablaufenden Stoffwechselprozessen die Physiologie. Die Biochemie beschreibt und erforscht die chemischen Prozesse und deren molekulare Grundlagen auf der Ebene eines Körpers beziehungsweise einer Zelle.

## Der tote Körper
Tote Körper oder Leichen werden beim Menschen auch als Korpus, bei Tieren als Kadaver bezeichnet.